# Romy González
Roman Alexander González (Miami, Florida, 6 de septiembre de 1996), más conocido como Romy González, es un jugador profesional estadounidense de béisbol que se desempeña en la posición de segunda base en Boston Red Sox, equipo de las Grandes Ligas de Béisbol (MLB).

## Carrera
González hizo su debut en la MLB con el equipo Chicago White Sox, en el cual jugó tres temporadas (2021-2023), después pasó a Boston Red Sox, donde lleva jugando una temporada.